# Martin Wickström

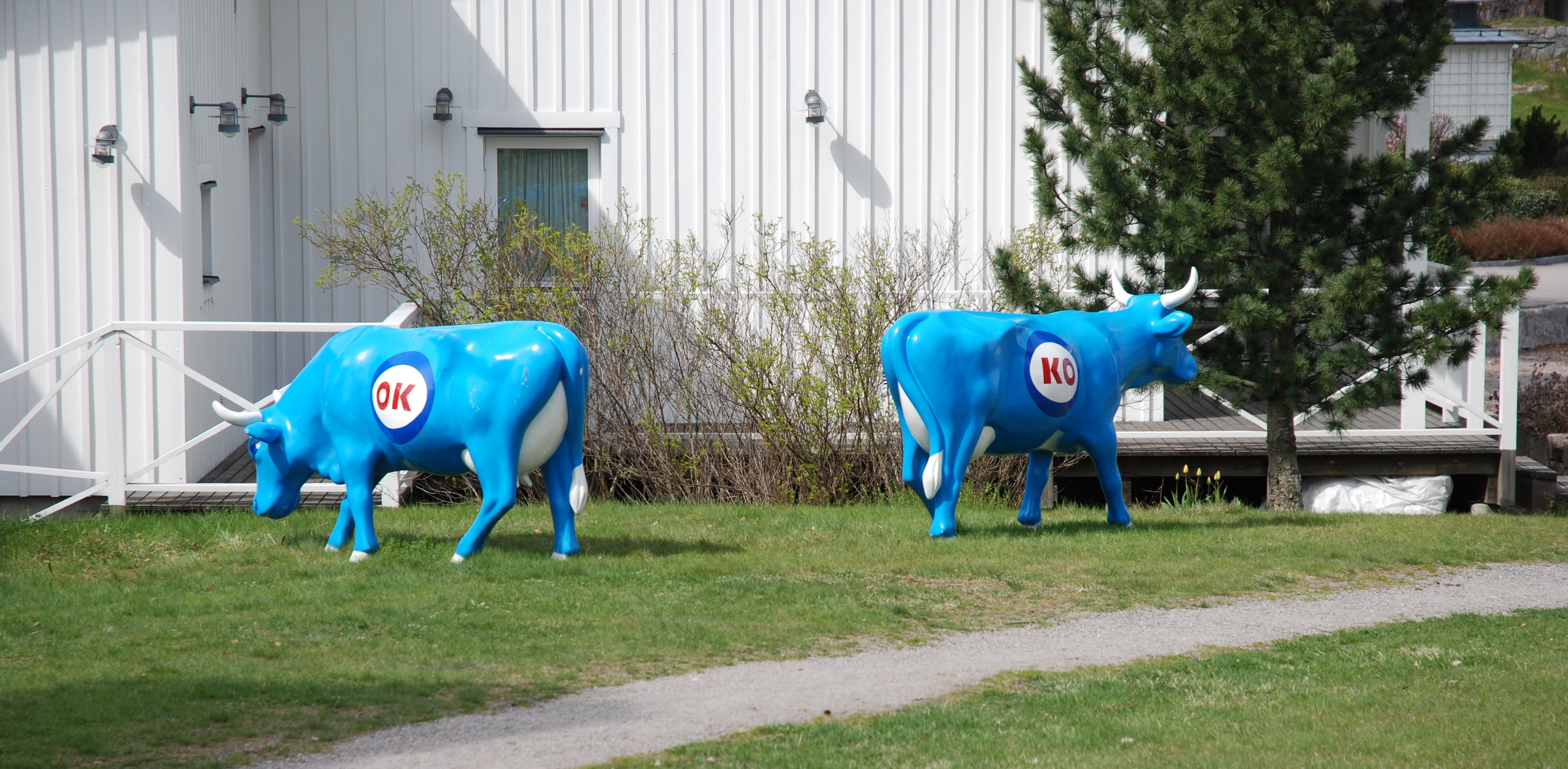
Martin Wickströms två kor för Cow Parade i Stockholm 2004, här på Vår gård i Saltsjöbaden

Bengt Martin Wickström, född 27 april 1957 i Finspång, är en svensk målare och skulptör, bosatt och verksam i Stockholm. 
Martin Wickström utbildade sig på Gerlesborgsskolan 1977–1981 och därefter vid Kungliga Konsthögskolan 1982–1987.

## Biografi
Martin Wickström växte upp i Finspång. Efter utbildning på Gerlesborgsskolan från 1977, som präglades av ett envetet modellmålande bortom tidens konstdiskussion och politiska konst, antogs Wickström 1982 till Kungliga Konsthögskolan i Stockholm. Här kommer han i kontakt med den samtida konsten och inspirerades av den visuella energi som präglade det konstnärliga klimatet i början av 80-talet. Under handledning av sin lärare Olle Kåks kom Wickström här att göra avgörande förändringar i sin konst. Han börjar arbeta med installationer som tenderar att alltmer tränga ut från den plana väggen och ta det fysiska rummet i besittning. Samtidigt inspirerades Wickström av Öyvind Fahlström och skapar fragmentaristiska målningar som knyter an till popkonsten och dess föregångare. Wickström är representerad vid bland annat Göteborgs konstmuseum och Norrköpings Konstmuseum.
Sedan 2016 är han gift med skådespelaren Lena Endre.